# Phénomène (film, 1996)
Pour les articles homonymes, voir Phénomène (homonymie).
Pour plus de détails, voir Fiche technique et Distribution.
Phénomène (Phenomenon) est un film réalisé par Jon Turteltaub et sorti en 1996, avec John Travolta, Kyra Sedgwick, Forest Whitaker et Robert Duvall.
La chanson du générique est une reprise de Change the World par Eric Clapton.

## Synopsis
George Malley (John Travolta) est le garagiste ordinaire d'une petite ville ordinaire des États-Unis aux habitants ordinaires. Considéré comme simple d'esprit et trop gentil, il mène une petite vie tranquille. Mais le soir de son trente-septième anniversaire, cet homme à l'existence paisible est pris d'un appétit insatiable de connaissance et se découvre des pouvoirs télékinétiques et des facultés intellectuelles insoupçonnées. Il se lance dans d'ingénieuses expériences scientifiques, ce qui provoque méfiance et incompréhension autour de lui. Seule Lace, une jeune femme qui s'est récemment installée dans la ville avec ses deux enfants, semble accepter cette métamorphose.

## Fiche technique
- Titre original : Phenomenon
- Titre français : Phénomène
- Réalisation : Jon Turteltaub
- Scénario : Gerald Di Pego (en)
- Musique : Thomas Newman
  - Chanson : Change the world par Eric Clapton
- Photographie : Phedon Papamichael
- Montage : Bruce Green
- Production : Barbara Boyle et Michael Taylor (en)
- Société de production : Touchstone Pictures
- Distribution :

 États-Unis : Buena Vista
 France : Gaumont Buena Vista International
- Format : Couleurs - 2,35:1 - Dolby Surround - 35 mm
- Genre : Drame et fantastique
- Durée : 123 minutes
- Dates de sortie :
  - États-Unis : 3 juillet 1996
  - France : 18 septembre 1996

## Distribution
- John Travolta (VF : Renaud Marx ; VQ : Jean-Luc Montminy) : George Malley
- Kyra Sedgwick (VF : Juliette Degenne ; VQ : Hélène Mondoux) : Lace Pennamin
- Forest Whitaker (VF : Emmanuel Jacomy ; VQ : François L'Écuyer) : Nate Pope
- Robert Duvall (VF : Jacques Richard ; VQ : Jean Fontaine) : Doc Brunder
- Jeffrey DeMunn : Professeur John Ringold, sismologue
- Brent Spiner (VQ : Daniel Lesourd) : Dr Bob Niedorf
- Vyto Ruginis : Ted Rhome
- Ellen Geer (VQ : Madeleine Arsenault) : Bonnie
- Tony Genaro (en) (VQ : Luis de Cespedes) : Tito
- Troy Evans (VQ : Marc Bellier) : Roger
- Bruce A. Young (VF : Thierry Desroses ; VQ : Daniel Picard) : Agent du FBI, Jack Hatch
- Michael Milhoan (VQ : Jean-Marie Moncelet) : Jimmy
- Sean O'Bryan (en) (VF : Philippe Vincent) : Banes
- David Lee Gallagher : Al Pennamin
- Ashley Buccille (en) : Glory Pennamin
- James Keane : Pete
- Richard Kiley (VQ : Claude Préfontaine) : Dr Wellin, spécialiste du cerveau

 Source et légende : version française (VF) sur RS Doublage
 Source et légende : version québécoise (VQ) sur Doublage.qc.ca

## Distinctions
Sauf indication contraire, les informations mentionnées dans cette section peuvent être confirmées par la base de données cinématographiques IMDb,  présente dans la section « Liens externes ».

### Récompenses
- ASCAP Film and Television Music Awards 1997 : meilleure chanson pour "Change The World"

### Nominations
- NCLR Bravo Awards 1996 : meilleur acteur pour Tony Genaro (en)
- Saturn Awards 1997 : meilleur film fantastique
- BMI Film & TV Awards 1997 : BMI Film Music Award pour Thomas Newman
- Blockbuster Entertainment Awards 1997 : meilleur acteur dans un film dramatique pour John Travolta, meilleur second rôle masculin dans un film dramatique pour Forest Whitaker
- NAACP Image Awards 1997 : meilleur second rôle masculin pour Forest Whitaker
- Young Artist Awards 1997 : meilleur acteur de 10 ans ou moins pour Ashley Buccille (en)

## TéléfilmPhénomènes
Un téléfilm intitulé Phénomènes (Phenomenon II), réalisé par Ken Olin, est diffusé en 2003. Christopher Shyer reprend le rôle de George Malley dans ce qui est un remake.